# Onthophagus coprimorphus
Onthophagus coprimorphus là một loài bọ cánh cứng trong họ Bọ hung (Scarabaeidae).